# Shirley (hrabstwo Middlesex)
Shirley – jednostka osadnicza w Stanach Zjednoczonych, w stanie Massachusetts, w hrabstwie Middlesex.